# سامي الفهري
سامي الفهري (7 نوفمبر 1971 -)، هو مقدم ومنتج ومخرج برز ابتداءا من عام 2003 بتقديمه عدة أعمال تلفزية على قناة تونس 7. دخل الفهري قطاع الإعلام عبر إذاعة تونس الدولية التي عمل فيها كمنشط  منذ 1998، وانضم بعد ذلك إلى قناة 21 ثم أسس شركة كاكتوس للإنتاج مع صهر الرئيس بلحسن الطرابلسي. وقدم سامي الفهري على التوالي برنامجي «آخر قرار» (2003-2005) و«دليلك ملك» (2005-2007) على قناة تونس 7، وفي رمضان 2008 قام بإخراج مسلسل مكتوب الذي سخرت له ميزانية ضخمة قياسا بالمسلسلات الرمضانية الأخرى. تلاه في رمضان 2009 إخراجه للجزء الثاني. وفي رمضان 2010، قام بإخراج مسلسل كاستينغ الذي ظهر فيه كممثل في دور صغير. أطلق عقب الثورة التونسية قناة التونسية ثم أعيد تسمية القناة فأصبحت «الحوار التونسي».
أطلق في رمضان 2022 منصته الخاصة والتي تحمل اسمه لعرض المسلسلات من إنتاجه.

## الاعتقال وردود الفعل

### علاقته بـ«بلحسن الطرابلسي» ونظام بن علي
في 13 يناير 2011، ألقى الرئيس آنذاك زين العابدين بن علي آخر خطاب له خلال الثورة، تلى ذلك برنامج حواري على الهواء مباشرة من تقديم سامي الفهري والإعلامي معز بن غربية حاولا تلميع بن علي والاحتفاء بخطابه وعرض مقاطع لأنصار الرئيس والتجمع يحتفلون مما أثار غضب الجماهير الثائرة حينها. وفي مارس 2011، قدم الفهري اعتذاره للشعب التونسي عن حلقة «13 جانفي» مؤكدا أنها كانت بإيعاز من وزير الإعلام سمير العبيدي.
كما تربط سامي الفهري وبلحسن الطرابلسي علاقات شراكة وصداقة، فأسسا معا شركة كاكتوس للإنتاج سنة 2002. وبعد الثورة، اتهمت التلفزة الوطنية شركة «كاكتوس» بإحتكار إنتاج برامج الترفيه والإستحواذ على إيرادات إعلانات كان من المفروض أن تعود للتليفزيون. مما ساهم في إطلاق سلسلة من التتبعات القضائية ضدهما.

### الملاحقات بعد الثورة
اتهم سامي فهري بالعديد من قضايا الفساد، لكونه شريك بلحسن الطرابلسي صهر الرئيس التونسي السابق زين العابدين بن علي في شركة كاكتوس للإنتاج. واُعتقل منذ نهاية أغسطس 2012 ودخل في إضراب جوع وحشي في 18 ديسمبر احتجاجا على مواصلة اعتقاله وعلّق إضراب جوعه الوحشي لمدة يومين وعوّضه بإضراب جوع عادي بعد زيارة نواب المجلس التأسيسي عصام الشابي وإياد الدهماني له. وفي 20 ديسمبر نظم سياسيون منهم إياد الدهماني وفنانون وحقوقيون وزوجة سامي الفهري وبنتاه ووالدته وشقيقته سلمى وقفة احتجاجية أمام قصر العدالة بتونس العاصمة وهو مقر وزارة العدل ورفعوا لافتات تطالب بتطبيق القانون وإطلاق سامي الفهري منها «ديقاج»* لوزير العدل نور الدين البحيري و«طبّق القانون وسيّب** المسجون» ثم عاد للإضراب الوحشي في 22 ديسمبر 2012. نظمت اللجنة الوطنية لمساندة سامي الفهري التي يترأسها الطاهر بن حسين في 24 ديسمبر 2012 وقفة احتجاجية أمام سجن المرناقية الذي يمكث فيه سامي الفهري وقد حضرها إعلاميون وفنانون منهم حسن بن عثمان وآمنة المنيف وعصام الشابي وإياد الدهماني وألفة العياري كاتبة عام نقابة السجون والإصلاح. ورفعوا شعارات منها «كلنا سامي الفهري» وردّدوا شعارات منها «سَيّبُوا الراجل». وفي 27 ديسمبر نظّم فنانون من بينهم الممثلون لمين النهدي ومحمد العوني ووجيهة الجندوبي ومحمد علي بن جمعة والمخرج يسري بوعصيدة وقفة احتجاجية أمام المسرح البلدي بتونس للمطالبة بالإفراج عنه. ونُقل سامي الفهري مساء 27 ديسمبر إلى مستشفى الحبيب ثامر بتونس العاصمة بعد تعكّر حالته الصحية.
وفي 28 ديسمبر أصدرت النقابة التونسية للصحفيين التونسيين بيانا بيّنت فيه أن سجن سامي الفهري هو سياسي نتيجة «الجرأة في اللوجيك السياسي القلابس.» وأصدرت منظمة حرية وإنصاف بيانا قالت فيه أنه يجب إطلاق سامي الفهري.
وفي 3 يناير 2013 حكمت المحكمة بالإبقاء على سامي الفهري رهن الإيقاف واصدار بطاقة إيداع بحق خمسة رؤساء مديرين عامين لمؤسسة التلفزة التونسية. ولقد غادره في 12 مارس 2013 على الساعة الثانية و 35 دقيقة.
وحكمت الدائرة الجنائية بالمحكمة الابتدائية بتونس العاصمة في 12 يوليو 2013 بالإبقاء على حالة سراح في حق سامي الفهري وعبد الوهاب عبد الله وخمس مديرين عامين سابقين لمؤسسة التلفزة التونسية في قضية شركة كاكتوس. وقالت سنية الدهماني محامية الفهري أن موكلها سيبقى رهن الاعتقال لتورطه في قضية الإشهار المتعلقة بالبريد التونسي.
وتم تحجير السفر عليه وعلى زوجته أسماء الفهري وعلى المتصرفة القضائية في شركة «كاكتوس برود» من قبل القطب القضائي المالي في 29 أكتوبر 2019 بسبب شبهة فساد في الشركة.
وفي 11 ديسمبر 2019 أصدرت دائرة الإتهام بمحكمة الاستئناف بتونس العاصمة، بطاقة إيداع في السجن ضد سامي الفهري والمتصرفة القضائية ووكيل شركة «آيت برود» في قضية «كاكتوس برود» وذلك بعد إستئناف النيابة العمومية لقرار قاضي التحقيق بالقطب القضائي المالي إبقائهم في حالة سراح ومنعهم من السفر.
قال عبد العزيز الصيد، محامي سامي الفهري، أن النيابة العمومية «إمتنعت» عن تنفيذ قرار محكمة التعقيب بالعاصمة والصادر في 29 يناير 2020 والذي يقضي بالإفراج عن موكله كما اعتبر حسب تعبيره، أن موكله أصبح محتجزا دون موجب قانون، فيما صرح الناطق الرسمي باسم محكمة الإستئناف بتونس أن دائرة الإتهام بالقطب القضائي المالي أصدرت في 30 يناير، 3 بطاقات إيداع بالسجن جديدة في حق الفهري والمتصرفة القضائية ووكيل شركة «آيت برود».
أصدرت الرابطة التونسية للدفاع عن حقوق الإنسان في 7 فبراير 2020، بيانًا، طالبت فيه كل من المجلس الأعلى للقضاء ووزارة العدل بفتح تحقيق في ملابسات قضية الفهري معتبرة أن تلك الإجراءات تثير الريبة والشكوك وتسيء للقضاء لما يوحي به من توظيف سياسي وتصفية حسابات، كما طالبت الأطراف السياسية «بالنأي بنفسها عن استعمال القضاء ومحاولات تركيع الإعلام» كما إعتبرت الرابطة أنّ «ما حصل يومي 29 و30 يناير من تصد لتنفيذ قرار محكمة التعقيب بالإفراج عن سامي الفهري وتعمد إبقاء الأخير في وضعية إحتجاز غير قانونية بسجن المرناقية، غير مسبوق في تاريخ القضاء بتونس».
أُفرج عنه يوم 8 فبراير 2021، بعد قرار قاضي التحقيق بالقطب القضائي المالي بتونس عقب وصوله لفترة الإحتفاظ القصوى المقدرة ب14 شهرا حسب القانون التونسي.
قضت فجر الثلاثاء 9 مارس 2021، الدائرة الجنائية المختصة بالنظر في قضايا الفساد المالي بالسجن مدة 8 سنوات في حق الإعلامي سامي الفهري و 10 سنوات سجن في حق صهر الرئيس السابق زين العابدين بن علي بلحسن الطرابلسي مع النفاذ العاجل لكليهما في ما يعرف بقضية شركة كاكتوس. كما تضمن الحكم تخطئة المعنيين بمبلغ قدره 40 مليون دينار.
في 29 ابريل 2021، وافقت الدائرة الجنائية المختصة بقضايا الفساد المالي لدى محكمة الاستئناف بتونس على مطلب الإفراج المقدم في حق سامي الفهري مقابل كفالة مالية قدرها 4 ملايين دينار. وفعلا، ٱفرج عن سامي الفهري الجمعة 18 يونيو 2021 بعد دفعه الكفالة المالية.
أصدر قاضي التحقيق بالقطب القضائي المالي بمحكمة الاستئناف الجمعة 25 يونيو 2021، قرارا برفع تحجير السفر عن سامي الفهري وذلك بعد أسبوع من الإفراج عنه.
وفي 13 مايو 2022، قضت الدائرة الجنائية بمحكمة الاستئناف بتونس بسجن الإعلامي سامي الفهري مدة عامين مع تأجيل التنفيذ وتخطئته مبلغ 6 مليون و 600 ألف دينار.

### خلافه مع جوهر بن مبارك
قضت الدائرة الجناحية لدى المحكمة الابتدائية بأريانة، في 1 فبراير 2022، غيابيا بالسجن لمدّة 4 أشهر في حق مالك قناة الحوار التونسي سامي الفهري وذلك من أجل الإساءة إلى الغير عبر وسائل الاتصال السمعي والبصري، في قضية تعود إلى سنة 2019، بعد شكاية تقدم بها الناشط السياسي جوهر بن مبارك ضد الفهري. وهو حكم ابتدائي قابل للاستئناف.

### فك الإرتباط مع «كاكتوس برود»
عام 2018، قام مالك قناة الحوار التونسي سامي الفهري بفك الإرتباط بين القناة وشركة كاكتوس برود المنتجة لأغلب برامج ومسلسلات القناة آنذاك لتتولى بعدها شركة "آيت برود" المملوكة لرجل الأعمال سليم الرياحي انتاج برامج قناة الحوار. بينما أكدت مواقع إخبارية بيع الفهري لحصّته في شركة كاكتوس والتي تبلغ نسبتها %49.

## الحياة الشخصية
سامي الفهري متزوج من أسماء الفهري وله بنتان، منهما خديجة التي مثلت دور فاطمة وهي بنت بالتبني (في المسلسل) عمرها عشر سنوات في الموسم الثالث من مسلسل مكتوب كما أدت دور زينب طيلة ثلاث مواسم في مسلسل أولاد مفيدة رفقة أختها عائشة الفهري في دور سارة بنفس المسلسل التلفزي.

## أعماله

### مسلسلات
| - مكتوب - كاستينغ - ليام | - أولاد مفيدة - تاج الحاضرة - دنيا أخرى | - قسمة وخيان - الفوندو - براءة - فلوجة |

### تنشيط
| - آخر قرار، تونس 7 - دليلك ملك، تونس 7 ثم الحوار التونسي | - لسه فاكر، الحوار التونسي - حكايات تونسية، الحوار التونسي | - نهار الأحد ما يهمك في حد (DTEP)، الحوار التونسي - فكرة سامي الفهري، الحوار التونسي |

## وصلات خارجية
- سامي الفهري على موقع IMDb (الإنجليزية)